# Joan Robledo-Palop

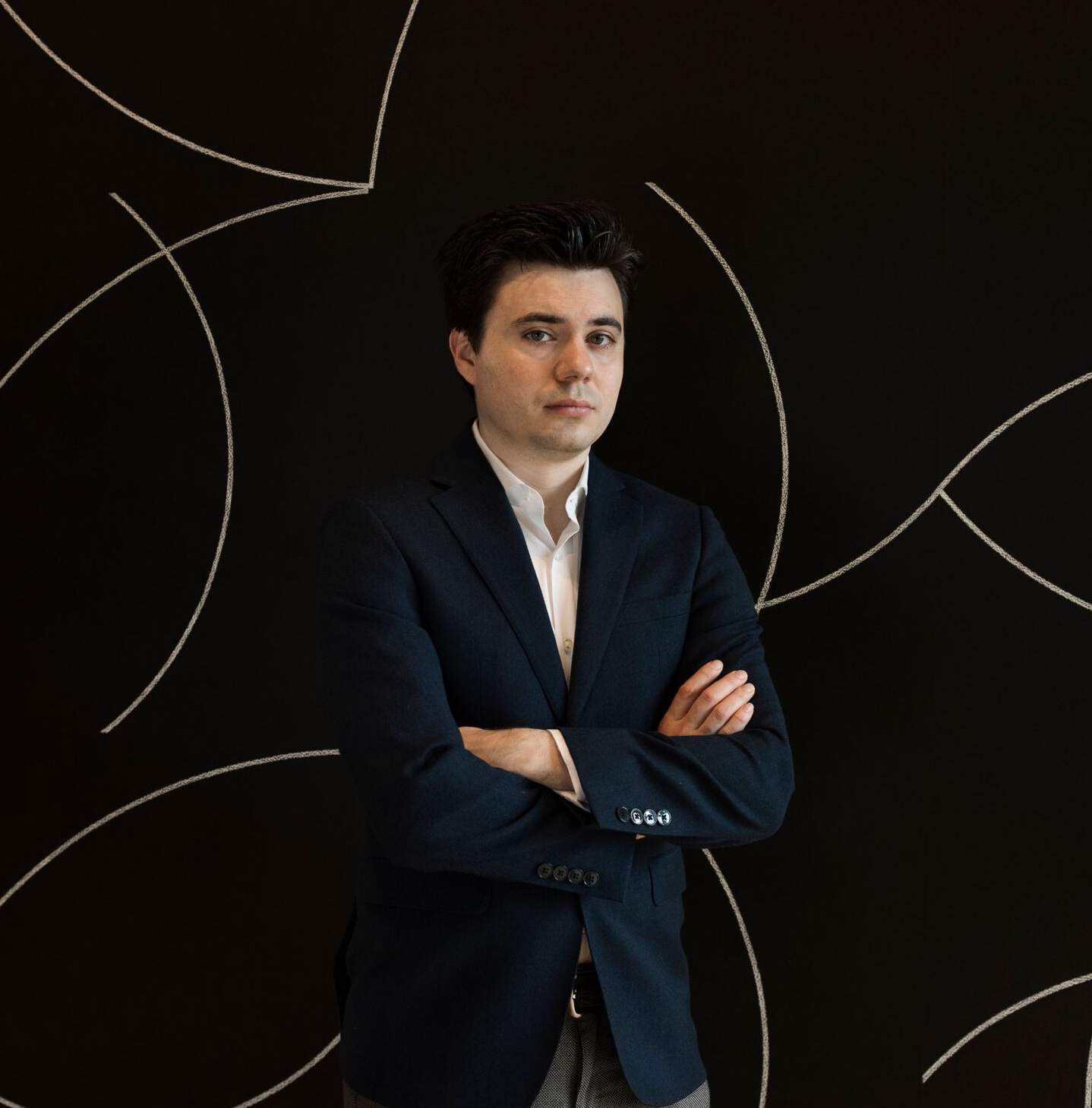
Joan Robledo-Palop (2018).

Joan Robledo-Palop es un historiador del arte nacido en Valencia, España. Reside en Nueva York, Estados Unidos.
Robledo-Palop estudió Historia del Arte en la Universitat de València, en la Universidad Autónoma de Madrid y en la Universidad de Yale, donde escribió su tesis sobre el arte de Francisco de Goya. Ha sido investigador en el Consejo Superior de Investigaciones Científicas - CSIC en Madrid, y en la Universidad de Nueva York.
Fue conservador de la Fundación Chirivella Soriano y ha trabajado en departamentos curatoriales de la Yale University Art Gallery y del Yale Center for British Art. Ha publicado, enseñado y disertado sobre arte moderno y contemporáneo en instituciones como Yale, la School of Visual Arts de Nueva York, University College Cork, Irlanda, el Museo del Hermitage en San Petersburgo, Rusia, el Centre Pompidou Málaga y el Museo Reina Sofía en Madrid.

## Selección de obras
- El cuerpo y la sombra: una cartografía de lo monstruoso en la cultura moderna (2013)
- La desaparición de la imagen: Conversación con Elena Asins (2011)
- Pintura, expresionismo y kitsch. La generación del entusiasmo (2010)
- Blanco/Negro: Sujeto, Espacio, Percepción (2009)